# Władysław Sikora
Władysław Sikora (ur. 17 sierpnia 1955) – polski artysta kabaretowy, wieloletni animator zielonogórskiego środowiska kabaretowego (tzw. Zielonogórskie zagłębie kabaretowe).

## Działalność
Z wykształcenia elektrotechnik, ukończył studia w Wyższej Szkole Inżynierskiej w Zielonej Górze. Był monterem telefonów. Należał do akademickiego klubu kajakowego. 
W 1985 został liderem kabaretu Potem, w którym występował, poza tym pisał teksty i muzykę do piosenek grupy oraz był scenarzystą i reżyserem skeczy, a także rysownikiem. Z Andrzejem Kłosem tworzył duet gitarowy Black & White. W 1988 założył Formację Zaś, której był liderem aż do rozpadu zespołu w 1990.
W latach 1990–1992 prowadził w zielonogórskiej Wyższej Szkole Pedagogicznej międzywydziałowy tzw. fakultet kabaretowy, z którego ocena nie była doliczana do średniej. W 1993 powołał do życia Imperium Trrrt.
W kwietniu 1998 ukazała się jego książka pt. „Nie tylko kabaret Potem”, będąca zbiorem porad dla młodych artystów kabaretowych, a także opisem dokonań zielonogórskiego środowiska kabaretowego.
Wyreżyserował wiele krótkometrażowych i kilka pełnometrażowych filmów pod szyldem wytwórni A’Yoy, nagrywał też krótkie skecze radiowe w ramach Wytwórni Dźwięków „Trrrt”.
Pisze teksty, m.in. dla kabaretu Hrabi. Działa w klubie „Gęba” w Zielonej Górze. Wraz z Zenonem Laskowikiem stworzył poznańską scenę O.B.O.R.A., a w listopadzie 2007 stworzył kabaret Adin.

## Reżyseria dłuższych form filmowych
- Robin Hood – czwarta strzała (1997)
- Dr Jekyll i Mr Hyde według Wytwórni A’Yoy (1999)
- Baśń o ludziach stąd (2003)
- Zamknięci w celuloidzie (2007)

## Publikacje książkowe
- Władysław Sikora: Nie tylko… kabaret Potem. Wrocław: Croma, 1998. ISBN 83-86343-97-4. Brak numerów stron w książce